# 血圧計
血圧計（けつあつけい）とは、血圧を測ることを目的とした機械（医療機器）である。
ヒトの血圧は、被測定者の精神状態や健康状態の影響を受け変動するので、頻繁に測定することが望ましい。心理的影響により、医療機関で測定した値と家庭や職場で測定した値とが、大きく異なる場合もある（白衣高血圧や仮面高血圧）。24時間血圧計を使用すれば、1日の変動を検査し記録できる。

## 歴史
血圧、特に動脈血圧の存在は、古くから知られていた。歴史上最初の血圧が計測された時は、馬の頚動脈に管を差し込み、血液が上昇する高さを直接計測した。これは血液循環説が発表されてからほぼ百年後の1727年、イギリス帝国の医師スティーヴン・ヘールズによって行われた。
1828年にはフランスの医師ジャン・ポアズイユが、血管に適用したカテーテルと呼ばれる細い管を介して水銀柱に圧力を導き、人間の血圧を測定した。
1876年にドイツ帝国の医師ザムエル・フォン・バッシュが人体を傷つけずに測定できる血圧測定装置を設計したが、カフを組み合わせた現代的な水銀血圧計は、イタリアの医師シピオーネ・リヴァロッチが1896年に発明した。しかし当時の測定方法では、心臓が収縮するときの拍動しか測定できない欠点があった。1905年、ロシア帝国の軍医ニコライ・コロトコフがコロトコフ音を発見し、聴診器と血圧計を組み合わせた血圧の測定方式の基礎理論（コロトコフ音法）を提起した。
日本においては、1960年代半ばから後述する間接法（非侵襲式）の血圧計を作ろうという動きがあったものの、コロトコフ音を自動認識するための回路設計などに苦戦した。1966年には日本光電工業から非観血自動血圧計「ナースコーダ MBM-50」が発売されたものの、総重量は打点記録器込みで70kgと大がかりだったうえ、高価だったため、あまり普及しなかった。また、1970年代にはコロトコフ音の代わりに音波を用いた血圧計も登場したが、こちらは拡張期血圧の測定が不得意だったうえ、商品寿命が短かったため、あまり普及しなかった。その後、振動法と呼ばれる別の計測手法の登場により自動血圧計が実現し、家庭用の機種も登場した。1980年代後半には、オムロンから指先で測るタイプの血圧計が登場して注目を集めたが、不正確さが指摘され、最終的には衰退した。

## 種類
血圧計は、血管内にカテーテルを挿入して、カテーテルに接続された圧トランスデューサーで動脈圧を直接測定する方式（直接法、侵襲式または観血式ともいう）のものと、間接的に測定する方式（間接法、非侵襲式または非観血式ともいう）のものに大別される。

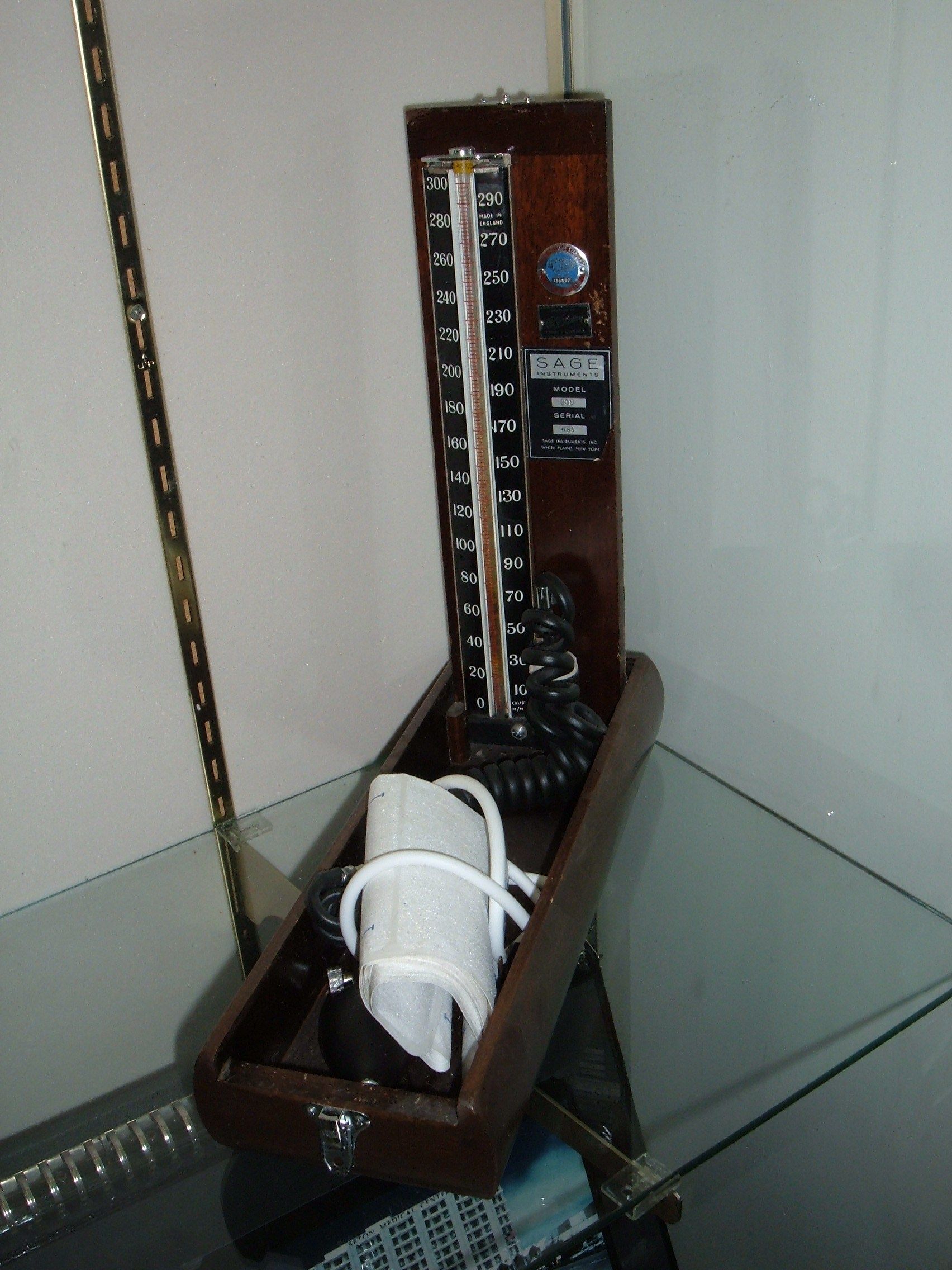
水銀式の血圧計。日本では水俣条約の発効に伴い2021年1月をもって製造および輸出入が禁止され、その後も利用は可能だが早期の処分が適当として、環境省から回収のお願いが出されている。

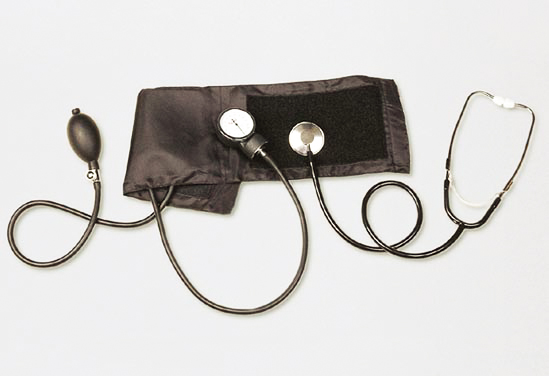
アネロイド式の血圧計。

前者は、手術室や集中治療室の患者に使われ、動脈ラインとも呼ばれる。カテーテルから採血も可能である。後者が一般的に普及しているものでタイプとしては、病院や診療所で診察や検査の際に使われる手動式（送気球で加圧）のものと、家庭用や病院の待合室に設置されている自動式（機械の自動制御で加圧）のものがある。
日本工業規格(JIS)では、直接法に関し「血圧計 JIS T 4203：1990」、間接法に関し「非観血式電子血圧計JIS T 1115:2005」が制定されている。

## 構造
本項では、日常的に使用する間接法（非侵襲式）の血圧計の構造について記す。
血圧を感知するカフ（腕に巻きつけるベルト。環状帯、マンシェットともいう）及び、表示部からなる。表示部は古くから水銀柱の高さが用いられ、その歴史的経緯及び国際単位系に移行した場合に、数値が激変し混乱が大きいため、血圧に関しては国際単位系の例外として、mmHgで表される。

### カフ
現在、ヒトの血圧を測定する場合は、主に上腕にカフと呼ばれる袋状のベルトを巻き付けて上腕動脈の血圧を測定する。同様にして、前腕・大腿部の動脈圧を測定する場合もある。「カフ」とは、カフス（袖口）を語源とした単称で医療機関でも「カフ」と呼ばれている。

### 表示部
電源を必要としない表示装置としては、水銀柱（細かい値まで測定可能）またはアネロイド式（気圧計のように、時計状の文字盤を使用するもので、主に往診の際などの携行用に用いられる）の圧力計が用いられる。歴史的に最小目盛りは2mmHgである。

## 測定の方法
1. まず、測定対象者の上腕の周径に対し適切な幅を持つカフを選択し、きつめに装着する。次に、肘関節屈側中央（動脈部分）に聴診器を当てる。
2. 次に、患者の状態から予測される血圧の中央値程度、例えば100mmHg（ミリメートル水銀柱）程度に、カフ圧を掛け、コロトコフ音が聴取できる事を確認する。
3. 聞こえない場合、聴診器の位置を確認する、それでも聞こえない場合、最高血圧が予想より低いか、最低血圧が予想よりもっと高い場合があるので、カフを緩め、コロトコフ音を探す。だめなら音を聞きながらもう少し圧をかけてみる。140mmHg程度まで上げる過程で何も聞こえないようなら、どこかに問題があるので確認する。また、送気球（ポンプ）を操作しても水銀柱が動かない場合、また患者が痛がる（カフ圧が上昇している）場合、水銀溜めと水銀柱の間の弁の位置を確認する。カフ圧が上がらない場合、送気球（ポンプ）のねじを確認する。
4. コロトコフ音が聞こえたら、聞こえなくなるまでカフ圧を上げ、表示を見ながらゆっくりカフ圧を下げる。
5. 最初に聞こえる拍動音が、コロトコフ音第1相である、この時点で目盛りを読むと、最高血圧が得られる。次に、音が急にはっきりしてくるのが第2相である。また音調が代わり、第3相である。これらの違いがわからない場合、第1相を聞き逃して、実際より低く血圧を測定している可能性がある。
6. コロトコフ音の第5相（聞こえなくなった時点）が最低血圧である。妊娠中の女性などでは，コロトコフ音が0mmHgまで聴取される場合がある。この場合は第4相をもって拡張期血圧と判定する。
7. また、場合により、コロトコフ音の聴診が不能な場合、とう骨動脈の触診で血圧を測定する場合があるが、その場合、カフ圧を0にしても拍動は触知されてしまうので、最低血圧は測定不能である。
8. 以上の操作を最低2回行い、平均を取る事とされている。
9. 両方の腕の血圧の違いが心臓病のリスクを示唆しているため、両方の腕をチェックする必要がある[6]。
10. 測定後は弁をきちんと閉めておくこと。でないと水銀に空気が混じり、次回正しい測定が出来なくなる[注 2]。

## 下肢血圧の測定
閉塞性動脈硬化症（ASO）、閉塞性血栓性血管炎（バージャー病）を診断する際のAnkle-brachial pressure index検査のために測定を行う。
1. 大腿で測定する場合は大腿用のマンシェットを用い膝下動脈で聴診法で測定する[7]。
2. 下腿で測定する場合は上腕用のマンシェットを用い後脛骨動脈を用いて触診法で測定する[7]。

## 自動血圧計

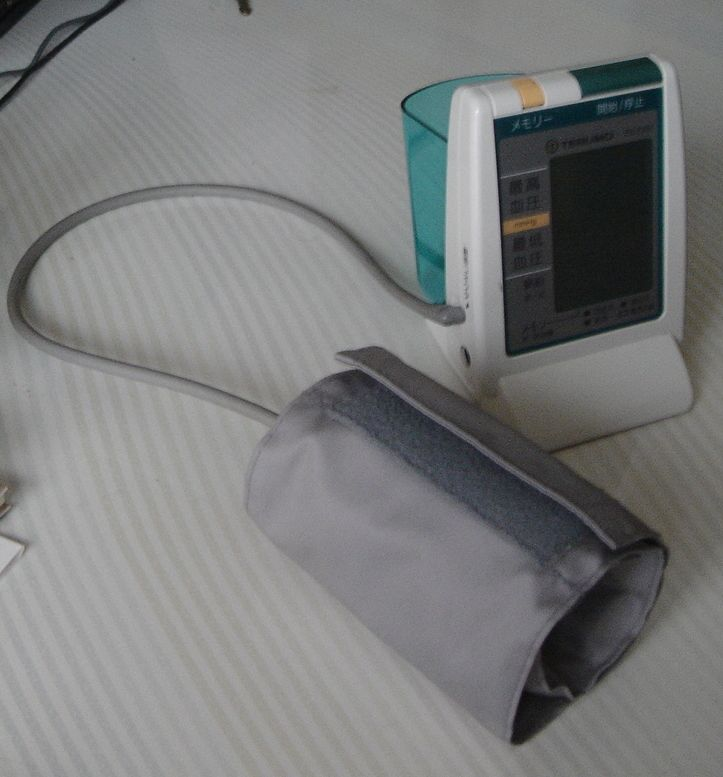
家庭用血圧計

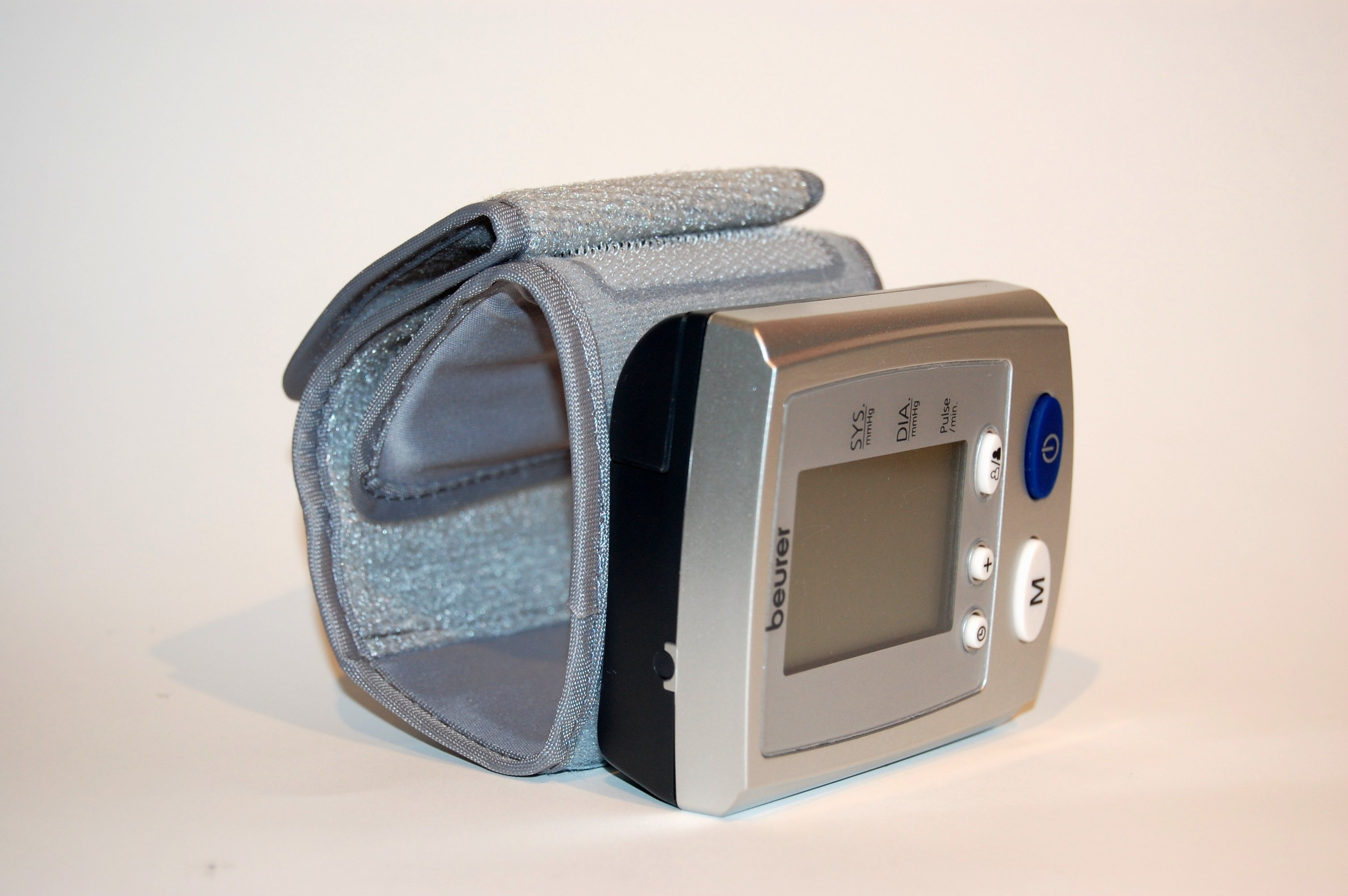
手首用の血圧計

主に家庭用や病院の待合室などに設置されたもので、カフ内に、マイク等の音響センサを設置し、上記の測定を自動で行う。手動式同様に上腕部で計測するものが多いが、小型のものでは腕時計のように手首に巻いて計測するものもある。動作には電源が必要となる。最近では自動血圧計でもマイクを内蔵して血管の音の変化を読み取り測定するタイプも存在する。市販のものは指で測定するものもあるが、正しい値を計測したいならば心臓に近い部分で測定するに越したことはない。
機械測定のため、コロトコフ音の聞き取りなどの個人差が出ない長所があるが、公式には、自動血圧計による測定よりも人手による測定のほうが正確であるとされている。一般に自動血圧計はカフ圧をかなり高く上げてしまう傾向がある。携行式の場合バッテリーのパワーの殆どは、カフ圧を上げるために消費されてしまう。実際の医療現場で使用することが想定された製品の場合、加圧は手動で送気球を操作し、バッテリーは圧力の測定のためだけに使われる形式が多い。
医療現場では病棟などでコメディカルが用いる場合があるが、これまで医師にとってはあくまでも補助的な位置づけであり救急医療などを除いて普通、自動式にのみに診断を頼ることはなかった。近年においては測定器の進歩により医療現場において医師によっても自動血圧計がメインに用いられることもある。

## 中心静脈圧の測定
特殊な血圧として、心血管系の厳重な管理が必要とされる場合、中心静脈の血圧を測定する場合がある。その場合は、先端に圧力感知器（圧トランスジューサ）を装着したカテーテルを右心房近位に挿入し、測定を行うか、カテーテルに血液他を満たし、患者の心臓の高さに設置した管内の液柱の高さを読み取り、直接測定を行う。

## 主な製造販売企業
この分野は、日本製が高い世界市場を占めている。自動式でも家庭で使うことを想定した製品と、医療現場で用いるものとでは、値段にかなりの差がある。
下記にて五十音順で企業名を示す。
- エー・アンド・デイ
- オムロン ヘルスケア
- ケンコー・トキナー
- シチズン・システムズ
- タニタ
- テルモ
- ドリテック
- 日本精密測器
- パナソニック（開発製造はパナソニック電工が担当）